# Pinheiros (Espírito Santo)
Pour les articles homonymes, voir Pinheiros (homonymie).
Pinheiros est une municipalité brésilienne située dans l'État de l'Espirito Santo.